# الیزابت سارنوف

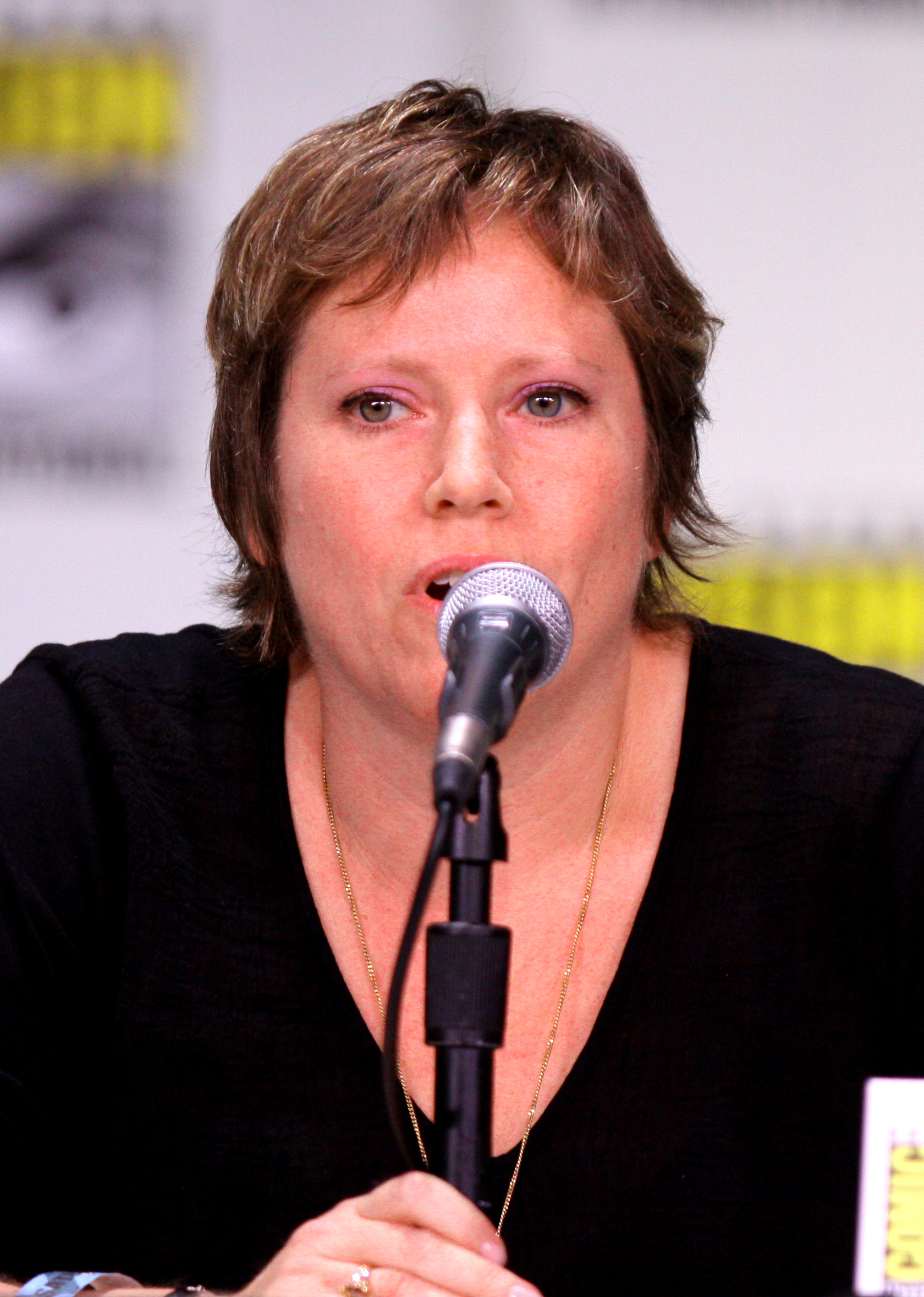
نالیزابت سارنوف، تهیه‌کننده تلویزیونی - ۲۰۱۶

الیزابت سارنوف نویسنده و تهیه‌کننده تلویزیونی آمریکایی است.
او قسمت هایی از ان‌وای‌پی‌دی بلو، عبور از جردن، ددوود و لاست را نوشته است. او یکی از خالقان سریال جنایی / معمایی فاکس آلکاتراز است. 

## حرفه
سارنوف در سال ۲۰۰۴ به عنوان ویراستار داستان اجرایی و نویسنده برای فصل اول به خدمه ددوود پیوست. سارنوف اپیزودهای «اینجا یک مرد بود»  و «کودکان کوچک را رنج بکش» را نوشت.  او در سال ۲۰۰۵ به عنوان تهیه کننده برای فصل دوم ارتقا یافت. او قسمت‌های «پول جدید»  و «ادغام و سرمایه» را نوشت. 
سارنوف و کارکنان نویسندگی برای کارشان در فصل دوم نامزد جایزه انجمن نویسندگان آمریکا برای بهترین سریال دراماتیک در مراسم فوریه ۲۰۰۶ شدند.
او به عنوان تهیه کننده و نویسنده فصل دوم سریال در پاییز ۲۰۰۵ به عوامل لاست پیوست. سارنوف و کارکنان نویسندگی گمشده جایزه WGA را برای بهترین سریال دراماتیک در مراسم فوریه ۲۰۰۶ برای کارهایشان در فصل اول و دوم دریافت کردند.  او در سال ۲۰۰۶ به عنوان سرپرست تهیه کننده برای فصل سوم ارتقا یافت. سارنوف و نویسنده همکارش کریستینا ام. کیم در مراسم فوریه ۲۰۰۷ نامزد جایزه WGA برای بهترین درام اپیزودیک برای کارشان در قسمت دوم فصل دوم « Two for the Road » شدند.  اعضای نویسندگی مجدداً در مراسم فوریه ۲۰۰۷ برای کارشان در فصل دوم و سوم نامزد جایزه WGA برای بهترین سریال دراماتیک شدند.  او در سال ۲۰۰۸ تهیه کننده ناظر و نویسنده عادی فصل چهارم سریال بود. او در مراسم فوریه ۲۰۰۹ برای کارش در فصل چهارم لاست نامزد جایزه WGA برای بهترین سریال دراماتیک شد.  او در سال ۲۰۰۹ به عنوان تهیه کننده مشترک برای فصل پنجم ارتقا یافت. کارکنان نویسندگی دوباره در مراسم فوریه ۲۰۱۰ برای کارشان در فصل پنجم نامزد دریافت این جایزه شدند.  او در سال ۲۰۱۰ به عنوان تهیه کننده اجرایی برای فصل ششم و آخرین سریال ارتقا یافت.
در سال ۲۰۱۱، سارنوف به همراه استیون لیلین و برایان وینبرانت، سریال آلکاتراز را برای فاکس ساختند. در ۱۶ ژانویه ۲۰۱۲ در ایالات متحده نمایش داده شد، اما پس از یک سریال لغو شد. او از آن زمان در سریال هایی مانند استخوان ضربدری ، مارکو پولو و بری کار کرده است.

## لینک های خارجی
- الیزابت سارنوف در بانک اطلاعات اینترنتی فیلم‌ها (IMDb)